# Det befriade Jerusalem

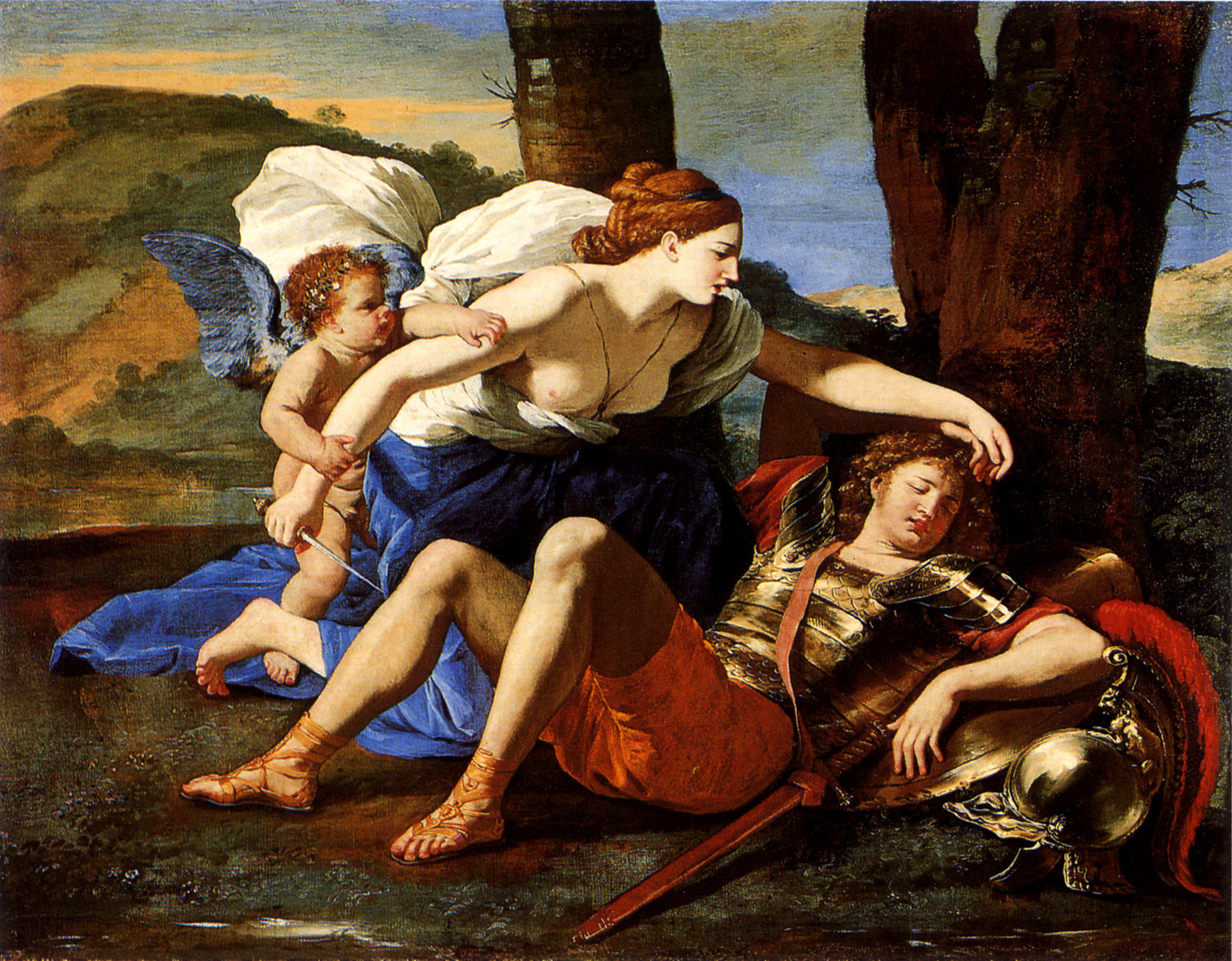
Rinaldo och Armida av Nicolas Poussin (1629)

Det befriade Jerusalem, it. La Gerusalemme liberata, är den italienske renässansdiktaren Torquato Tassos mest berömda verk, utgivet 1581. Verket är skrivet på versmåttet ottava rima, och handlingen är förlagd till det första korstågets slutskede år 1099, där Gottfrid av Bouillon har som mål att befria Jerusalem.

## Karaktärer
Berättelsen är till stor del fiktiv och glorifierar korstågen. Några av huvudpersonerna är dock historiska personer såsom till exempel Godefroi de Bouillon (Goffredo) och hans bröder Eustace de Bouillon (Eustazio) och Baudouin de Bouillon. Andra karaktärer är helt eller delvis kopierade från Ariostos Orlando furioso, till exempel tempelriddaren Renaud (Rinaldo) och trollkvinnan Armida. Vissa delar, såsom Armidas försök att locka Rinaldo att lämna striden, har tydliga kopplingar till Iliaden. Kärleksscenen mellan Armida och Rinaldo har beskrivits som "förföriskt sensuell" och har blivit ett populärt motiv både inom musiken och konsten.